# Judit Dobai
Judit Dobai, coniugata Tancsané (1935), è un'ex cestista ungherese.

## Carriera
Con l'Ungheria ha disputato due edizioni dei Campionati europei (1954, 1956).